# Логовушка
Логову́шка (рос. Логовушка) — селище у складі Кетовського району Курганської області, Росія. Входить до складу Сичовської сільської ради.
Населення — 196 осіб (2010, 240 у 2002).